# 海法機場

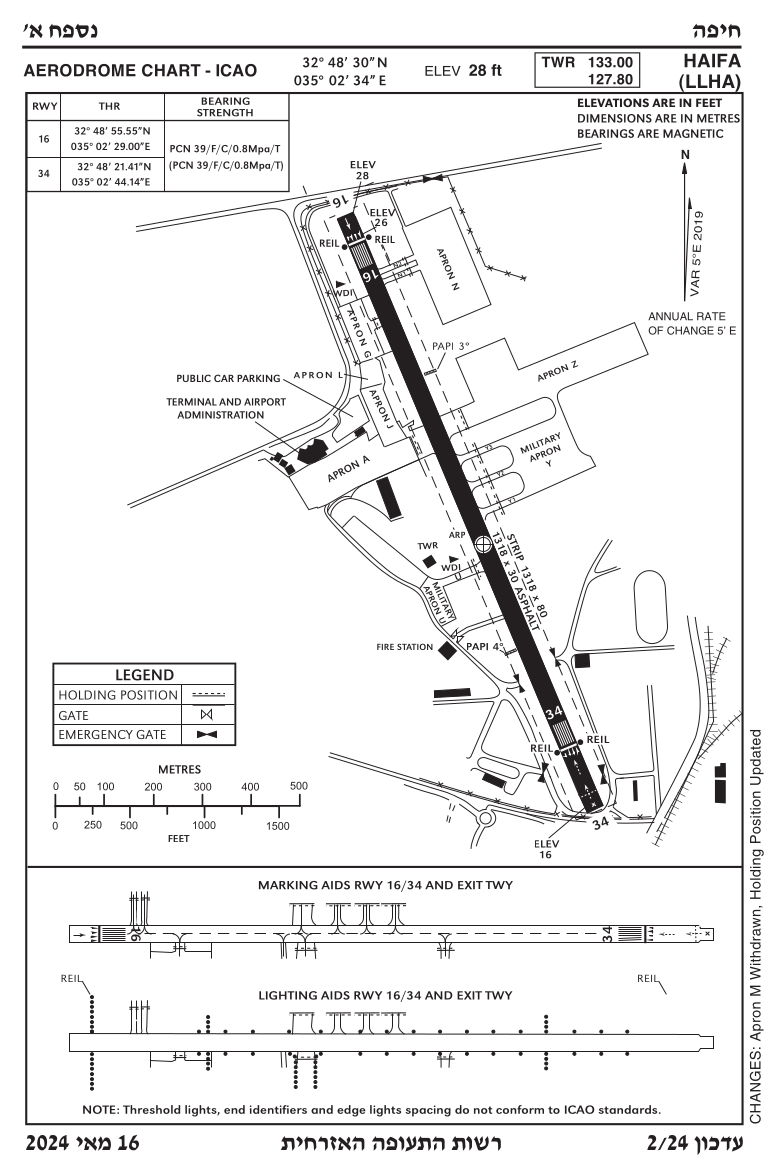

海法機場（Namal HaTe'ufa Haifa）是以色列城市海法的一座小型通用航空國際機場，位於海法東部。海法機場主要用於民用，但也有部分軍用功能。海法機場有一條跑道，長1,318（4,324英尺），並有計劃延長316（1,037英尺）。海法機場由英國空軍開設於1934年，最初是軍用機場。1936年，海法機場開通了前往貝魯特和塞浦路斯的航線。

## 外部連結
维基共享资源上的相關多媒體資源：海法機場
- 官方网站